# Marcantonio della Torre
Marcantonio della Torre (ur. 1481, zm. 1511) – włoski lekarz, profesor anatomii na Uniwersytecie Padewskim.
Pochodził z Werony. Jego ojciec Girolamo był również profesorem w Padwie. Marcantonio della Torre przeniósł się do Pawii w 1509 roku, gdzie na przełomie 1509 i 1510 roku prowadził wykłady na temat anatomii. Jako anatom cieszył się dobrą reputacją. Według relacji Vasariego Marcantonio poznał osobiście Leonarda da Vinci, który uczęszczał na zajęcia z anatomii. Jednym z uczniów Marcantonia della Torre był Paolo Giovio.
Większość prac della Torre nie zachowała się do czasów współczesnych. Zachowała się jego krytyka Anatomii Mundinusa z 1478 roku. Della Torre opowiadał się za korzystaniem z oryginalnych tekstów Galena, które Mundinus sparafrazował i wydał pod swoim imieniem. Planował wydać z Leonardem da Vinci traktat o anatomii. Zimą 1510 roku Leonardo zanotował, że pragnie dokończyć studia anatomiczne z della Torre. Vasari i Paolo Giovio podają, że della Torre ukończył traktat o anatomii, jednak dzieło to zaginęło.
Zmarł w wyniku zarazy nad brzegiem Lago di Garda w 1511 roku.